# Leech
Leech è un personaggio della linea di giocattoli Masters of the Universe. È uno dei membri dell'Orda infernale, un esercito dei guerrieri selvaggi, che portano un pipistrello rosso sul torace, simbolo della loro fedeltà al crudele Hordak. Il suo personaggio compare nella serie animata She-Ra, la principessa del potere.
Leech è un terribile uomo-sanguisuga, in grado di risucchiare l'energia dei suoi avversari, tramite la bocca, le mani (raramente trasformate in mani umane) ed i piedi a ventosa. Nei mini fumetti che accompagnavano la sua action figure, Leech era un enorme mostro marino, invocato da Hordak per i propri scopi. Nella serie She-Ra, la principessa del potere, Leech compare spesso insieme agli altri appartenenti alle orde infernali, e altrettanto spesso lo si vede in azione, tuttavia il suo personaggio viene sviluppato ben poco.